# 스니펫

코드 스니펫의 예.

스니펫(snippet)은 재사용 가능한 소스 코드, 기계어, 텍스트의 작은 부분을 일컫는 프로그래밍 용어이다. 사용자가 루틴 편집 조작 중 반복 타이핑을 회피할 수 있게 도와준다.

## 예
2개의 변수 x, y의 값을 서로 바꿔치기하는 과정을 떠올려보자. weak typing이면서 이름 충돌에 대한 걱정이 없다고 가정할 때 이것은 다음과 같은 코드로 표현된다:
```
temp = x
x = y
y = temp
```

스니펫이 삽입될 때 프로그래머는 2개의 매개변수의 값에 대해 확인을 받는다. 이 값들이 자료형 foo, bar이고 서로 바꾸고자 하는 변수의 실제 이름이라고 가정하면, 다음의 코드를 생성하게 된다:
```
temp = foo
foo = bar
bar = temp
```

스니펫이 최종적으로 변경되어 temp 대신 __temp를 사용하게 되면 이미 삽입된 코드를 변경하지는 않지만 스니펫의 최종 삽입부에 사용된다.
이에 대한 스니펫은 다음과 같이 표현할 수 있다:
```
temp = $1
$1 = $2
$2 = temp
```

## 같이 보기
- 자동 완성
- 콘텐츠 관리
- 페이스트빈
- 리팩터링
- 디자인 패턴
- 전처리기
- 버전 관리
- 웹 위젯

## 코드 스니펫의 예
- “15 useful code snippet tools that will help you store and manage your code library”. 《onextrapixel.com》. 2009년 9월 29일. 2016년 10월 18일에 확인함.
- “17 slick snippet storage sites”. 《appstorm.net》. Gartner, Inc. 2013년 2월 11일. 2017년 8월 10일에 원본 문서에서 보존된 문서. 2016년 10월 18일에 확인함.
- “45+ excellent code snippet resources and repositories”. 《smashingmagazine.com》. Smashing Magazine. 2009년 7월 21일. 2016년 10월 18일에 확인함.
- “Most liked apps tagged with 'code snippets'”. 《alternativeto.net》. AlternativeTo. 2016년 10월 18일에 확인함.